# 坦氏單頜鰻
坦氏單頜鰻為輻鰭魚綱囊鰓鰻目單頜鰻科的其中一種，分布於東大西洋的維德角群島海域，屬深海魚類，棲息深度可達1000公尺，體長可達5.7公分。

## 外部連結
坦氏單頜鰻的圖片

## 擴展閱讀
維基物種上的相關：坦氏單頜鰻